# Clausenengen FK
Maillots
Le Clausenengen FK est un club norvégien de football basé à Kristiansund. Le club a accueilli plusieurs stars norvégiennes comme Ole Gunnar Solskjær qui est considéré comme une légende du football norvégien.